# Peter Cook (humorista)
Peter Edward Cook (1937. november 17. – 1995. január 9.) BAFTA- és Grammy-díjas angol humorista, író. Hírnevét a születendő angol szatíra és modern angol humor úttörőjeként alapozta meg a hatvanas évek elején. Munkássága szorosan kapcsolódik az angol uralkodó osztály bírálatához, abszurd ábrázolásához. 
Nagy szerepe volt a mai angol komédia arculatának kialakításában. A Cooknál csak néhány évvel fiatalabb Monty Python csoporttól kezdve a ma ismeretes angol komikusok generációi tartják a példaképüknek. Stephen Fry angol humorista és író szerint Cook a legmulatságosabb ember, aki valaha is levegőt vett, John Cleese pedig többször Peter Amadeus Cookként hivatkozott rá.
Az angol Channel 4 televíziós csatorna által megkérdezett 300 humorista minden idők legnagyobb humoristájának választotta Cookot.

## Élete
Cook az angliai Torquay-ban született, egyetlen fiúgyermekként. Szüleinek, a diplomata Alexander Edward Cooknak, és Margaretnek még két lánya született. Tanulmányait Cambridge-i Egyetemen végezte, ahol modern nyelveket hallgatott. Egyetemi évei alatt tagja, majd elnöke volt a híres Cambridge Footlights amatőr színjátszókörnek, ahol komikus darabokat írt és előadott. Már az egyetemi évei alatt sikeres műsort állított össze Beyond The Fringe címmel, melyben partnerei Dudley Moore, Jonathan Miller és Alan Bennett volt.
A hatvanas évek elején London Soho negyedében megnyitotta az Establishment Klubot, az első éjszakai klubot, ahol komikusok előadhatták darabjaikat.
A hatvanas és hetvenes évek folyamán Dudley Moore-ral közösen készített jó néhány humoros tévéműsort és mozifilmet. Ezek közül a legismertebb a Not Only… But Also és Goodbye Again sorozatok, valamint az 1967-es Bedazzled mozifilm.

## Filmjei
- 1994 Black Beauty (Fekete szépség)
- 1989 Great Balls of Fire! (A rock'n'roll ördöge)
- 1989 Gettin It Right (Keresem az utam)
- 1988 Without a Clue (Sherlock és én)
- 1987 The Princess Bride (A herceg menyasszonya)
- 1986 Whoops Apocalypse (Bocsi, Világvége)
- 1984 Supergirl
- 1983 Yellowbeard (Sárgaszakáll)
- 1979 Derek and Clive Get The Horn
- 1978 The Hound of the Baskervilles (A sátán kutyája)
- 1972 The Adventures of Barry McKenzie (Barry McKenzie kalandjai)
- 1970 The Rise and Rise of Michael Rimmer (A gátlástalanság lovagja)
- 1969 The Bed Sitting Room (A szoba-konyha)
- 1969 Monte Carlo or Bust! (Azok a csodálatos férfiak)
- 1968 A Dandy in Aspic
- 1967 Bedazzled (A bájkeverő)
- 1966 The Wrong Box (Elcserélt küldemények)

## TV
- 1994 Peter Cook Talks Golf Balls
- 1993 One Foot in the Grave (Christmas Special)
- 1993 Gone to Seed
- 1992 Clive Anderson Talks Back
- 1990 A Life in Pieces
- 1989 The Secret Policeman's Biggest Ball
- 1988 The Comic Strip Presents... Mr. Jolly Lives Next Door
- 1983 The Black Adder (Fekete Vipera)
- 1982 The Secret Policeman's Other Ball
- 1982 The Two of Us
- 1980 Peter Cook & Co.
- 1979 The Secret Policeman's Ball
- 1978 Revolver
- 1977 The Mermaid Frolics
- 1976 Pleasure At Her Majesty's
- 1968 Goodbye Again
- 1965 Not Only... But Also
- 1964 Beyond The Fringe

## Bibliográfia

### Humoros írásai
- The Complete Beyond the Fringe (szerzők: Peter Cook, Alan Bennett, Dudley Moore, Jonathan Miller) 1987. ISBN 0413146707
- Tragically I Was an Only Twin: The Comedy of Peter Cook. ISBN 0099443252
- Dud and Pete: The Dagenham Dialogues. ISBN 0413773477

### Életrajzi kötetek
- Bergan, R. (1990). Beyond The Fringe... And Beyond. A Critical Biography of Alan Bennett, Peter Cook, Jonathan Miller and Dudley Moore. ISBN 1852271752
- Gordon, P., Hamilton, P. (2006). How Very Interesting!: Peter Cook's Universe And All That Surrounds It. ISBN 1905005237
- Thompson, H. (2006). Biography of Peter Cook. ISBN 0340936428
- Cook, L. (2003). Something Like Fire: Peter Cook Remembered. ISBN 0099460351
- Cook, W. E. (2007). So Farewell Then: The Biography of Peter Cook. ISBN 0007228945
- Cook, J. (2008). Loving Peter: My Life with Peter Cook and Dudley Moore. ISBN 0749909668

## További információ
- Peter Cook a PORT.hu-n (magyarul)
- Peter Cook az Internetes Szinkronadatbázisban (magyarul)
- Peter Cook az Internet Movie Database-ben (angolul)
- Peter Cook a Rotten Tomatoeson (angolul)
- Peter Cook Appreciation Society
- Good Evening
- petercook.net